# Uitvindersbeurs van Brussel

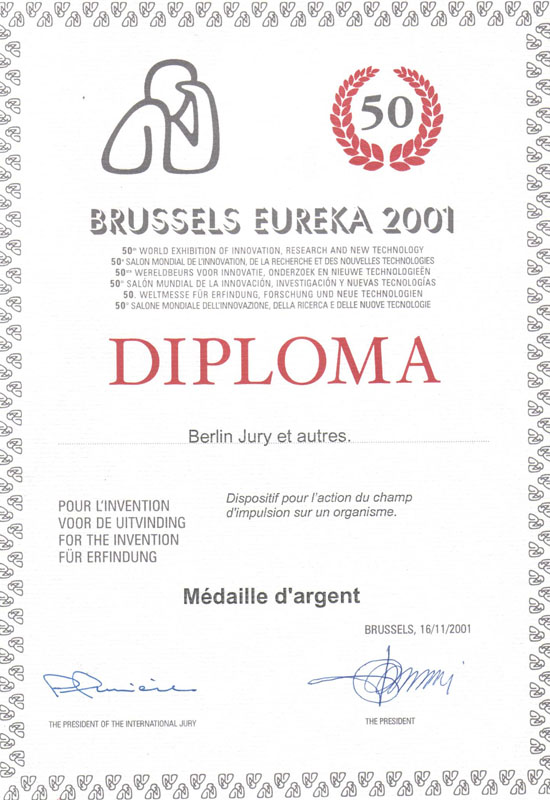
Een diploma van de 50e Uitvindersbeurs (2001)

De uitvindersbeurs van Brussel was in de periode van 1952 tot 2016 een jaarlijks terugkerende evenement waar elke keer honderden nieuwe uitvindingen en innovaties gepresenteerd werden.
De beurs begon als Internationaal salon voor uitvindingen en nieuwe produkten, in de volksmond "uitvinderssalon". In 1995 werd het omgedoopt tot Wereldbeurs voor Innovatie, Onderzoek en Nieuwe Technologieën, kortweg Brussels Eureka en Brussel Innova. In de volksmond ging de beurs toen door als "Eureka (Brussel)" of "(Brusselse) uitvindersbeurs".
Het evenement stond het te boek als de grootste uitvindersbeurs van Europa. De 65e editie in 2016 was echter de laatste keer dat het in Brussel gehouden werd. Sindsdien wordt de uitvindersbeurs elk jaar in een ander Europese stad gehouden.

## Geschiedenis
De Internationale Innovatiebeurs, die op 3 maart 1952 voor het eerst haar deuren opende, had sinds haar oprichting als beschermheer de Belgische Koning en is de springplank geweest voor talrijke commerciële successen. De Brusselse Uitvindersbeurs was onderverdeeld in twee categorieën, namelijk uitvinding en onderzoek en industriële innovatie. Het trok jaarlijks meer dan 1000 aanmeldingen uit verschillende landen en werelddelen. Tussen 1958 en 1996 werd de jaarlijkse beurs gehouden in het Martini-gebouw, en daarna onder de Piramide op het Rogiersplein, te Brussel.
In 1995 werd de beurs omgedoopt tot Brussels Eureka en Brussels Innova, met twee categorieën: industriële innovatie en uitvinding en onderzoek. Tegen die tijd telde de beurs gemiddeld meer dan 700 deelnemers uit 30 verschillende landen met meer dan 1000 uitvindingen per jaar.
In 2016 werd de uitvindersbeurs na 65 jaar voor het laatst in de stad Brussel gehouden. Het werd in samenwerking met Barcelona gedaan. Sindsdien wordt de Innovatiebeurs jaarlijks in verschillende Europese steden gehouden. Zo was het in 2017 weer in Barcelona en in de jaren daarna in Valencia en Graz.

## Prijswinnaars
| Beurs editie (jaar) | Uitvinder                         | Uitvinding                   | Prijs en categorie                                 |
| ------------------- | --------------------------------- | ---------------------------- | -------------------------------------------------- |
| (196?)              | Jean Bourguignon                  |                              | Medaille                                           |
| 20 (1971)           | Alfons Van den Eynde              | Preiplantmachine             | Gouden medaille in de categorie 'tuin park en bos' |
| 65 (2016)           | Grégoire Linder en Maxime Pallain | crowdfundingplatform Raizers | Eureka Award                                       |
| 65 (2016)           | Jos Forier                        | Douba                        | Publieksprijs                                      |